# Anna Haba
Anna Haba (ur. 16 maja 1981 w Sandomierzu) – polska aktorka teatralna, telewizyjna i filmowa.   

## Życiorys
Jest absolwentką Policealnego Studium Aktorskiego Lart Studio w Krakowie.
W 2009 roku ukończyła studia na Wydziale Lalkarskim we wrocławskiej filii Państwowej Wyższej Szkoły Teatralnej w Krakowie.
W latach 2009–2021 występowała w Lubuskim Teatrze im. Leona Kruczkowskiego w Zielonej Górze.
W latach 2017–2020 wcielała się w postać ratowniczki medycznej Lidki Chowaniec w serialu TVP 2 Na sygnale.
Od 2021 jest aktorką Teatru Polskiego we Wrocławiu.

## Życie prywatne
Jej partnerem jest aktor Ernest Nita, z którym ma córkę Mariannę i syna Nikodema.

## Filmografia
- 2025 – Piep*zyć Mickiewicza 2 – siostra Fidelia
- 2024 – Piep*zyć Mickiewicza – siostra Fidelia
- od 2023 – Dzielnica strachu – Sylwia Potoczna
- 2023 – Gdzie diabeł nie może, tam baby pośle 2 – sekretarka
- 2023 – Prawdziwe historie polskich fortun – sekretarka (odc. 6,7)
- 2022 – Gierek – Wanda, sąsiadka Marzeny
- 2021 – Troje pod przykrywką – Aurelia (odc. 2)
- 2017–2020 – Na sygnale – Lidka Chowaniec
- 2014 – Kebab i Horoskop – żona dawnego kibica
- 2006 – Fala zbrodni – odc. 77

## Role teatralne
Teatr Polski we Wrocławiu
- 2023 – Pięć dni z życia Kopernika D. Bereskiego – Anna Schilling
- 2023 – Jest tak, jak wam się wydaje! – Paula Klus

- 2022 – Sen nocy letniej W. Shakespeare’a – Hermia
- 2022 – Szewcy S.I. Witkiewicza – Mandaryn Wang
- 2021 – Stara kobieta wysiaduje T. Różewicza – Trzecia Dziewczyna
- 2021 – Czas na mnie wg T. Różewicza – Śmierć
- 2021 – Kaligula A. Camusa – Caesonia

Lubuski Teatr im. Leona Kruczkowskiego w Zielonej Górze
- 2021 – Revolutionary Road – April Wheeler
- 2017 – Dżama. Arabska noc – Mirka
- 2016 – Czasami księżyc świeci od spodu – Basia
- 2014 – Lepszy świat – Postać
- 2013 – Piaf – Piaf
- 2013 – Kazimierz i Karolina – Erna
- 2013 – Siostrunie – Siostra Mary Amnezja
- 2013 – Sen nocy letniej – Puk
- 2012 – Chory z urojenia – Antosia
- 2012 – Thrash Story – Ursulka Althe
- 2012 – Gracz – Polina, M-lle Blanche
- 2011 – Mroczna gra albo historie dla chłopców – Molly
- 2011 – Po prostu Leon po prostu – Żona, kobieta z brazylijskiego serialu
- 2011 – SPOT! – Kobieta
- 2010 – Trzy siostry – Natasza
- 2010 – Księga dżungli – Pantera Bagheera
- 2009 – Przyjazne dusze – Mary Willis
- 2009 – Liście w pomidorach – Gwiazda
- 2009 – Stworzenia sceniczne – Pani Marshall
- 2009 – Tektonika uczuć – Diane

Teatr im. Stefana Żeromskiego w Kielcach
- 2010 – Ania z Zielonego Wzgórza – Ania Shirley

Teatr im. Wandy Siemaszkowej w Rzeszowie
- 2007 – Ania z Zielonego Wzgórza – Ania Shirley

## Nagrody
- 2017 – Nagroda Marszałka Województwa Lubuskiego[8]
- 2016 – Leon Publiczności dla najpopularniejszej aktorki sezonu 2015/2016 w Zielonej Górze[9]
- 2015 – Leon Dziennikarzy i Leon Publiczności dla najpopularniejszej aktorki sezonu 2014/2015 w Zielonej Górze[10]
- 2014 – Leon Dziennikarzy i Leon Publiczności dla najpopularniejszej aktorki sezonu 2013/2014 w Zielonej Górze[11]
- 2013 – Nagroda Dyrektora Lubuskiego Teatru za kreacje aktorskie sezonu 2012/2013[12]
- 2011 – Leon Dziennikarzy i Leon Publiczności dla najpopularniejszej aktorki sezonu 2010/2011 w Zielonej Górze[13]
- 2007 – Statuetka Gemini d'Oro dla najlepszej aktorki na Roma Teatro Festival[14]